# Número tres (álbum)
Número tres es el tercer álbum del grupo mexicano Los Caminantes, lanzado en 1983 por medio de Luna Records.

## Lista de canciones
| #  | Canción              | Duración | Compositores         |
| -- | -------------------- | -------- | -------------------- |
| 01 | "He Sabido"          | 3:08     | Agustín Ramírez      |
| 02 | "Te Esperaré"        | 2:56     | Alberto Rizo Cortez  |
| 03 | "Tuyo Seré"          | 3:06     | Horacio Ramírez      |
| 04 | "No Volveré"         | 3:34     | Esperón y Cortázar   |
| 05 | "Teresita"           | 2:51     | Martín Ramírez       |
| 06 | "Solo Estoy"         | 3:17     | Brígido Ramírez      |
| 07 | "Para Morir Iguales" | 2:46     | José Alfredo Jiménez |
| 08 | "Ámame Tiernamente"  | 2:55     |                      |
| 09 | "Aquella Joven"      | 3:12     | Horacio Ramírez      |
| 10 | "Te Vas o Te Quedas" | 3:13     | José Alfredo Jiménez |

- Datos: Q4269157